# Prečín
Prečín este o comună slovacă, aflată în districtul Považská Bystrica din regiunea Trenčín. Localitatea se află la altitudinea de 400 m deasupra n.m., se întinde pe o suprafață de 17,63 km2 și în 2017 număra 1.478 de locuitori.

## Istoric
Localitatea Prečín este atestată documentar din 1385.

## Demografie
| An:                | 1994 | 2004    | 2014   | 2024   |
| ------------------ | ---- | ------- | ------ | ------ |
| Număr de persoane: | 1261 | 1393    | 1440   | 1561   |
| Diferență:         |      | +10,46% | +3,37% | +8,40% |

| An:                | 2023 | 2024   |
| ------------------ | ---- | ------ |
| Număr de persoane: | 1555 | 1561   |
| Diferență:         |      | +0,38% |